# Inédito (álbum de Laura Pausini)
Inedito — (en español: Inédito), es el décimo álbum de estudio de la cantante italiana Laura Pausini, publicado por Atlantic Records, perteneciente a Warner Music, y fue lanzado el 11 de noviembre de 2011. Como el título del álbum lo indica es totalmente Inédito, lo que quiere decir que el álbum no contiene los famosos covers, sino que la totalidad de las canciones son nuevas y además producidas por la misma Pausini.
Este álbum marcó el regreso de Pausini después de 2 años de estar alejada musicalmente de los escenarios para enfocarse más en su vida privada y familiar. Está compuesto por 14 temas inéditos, más 2 temas extra que han sido lanzados en el portal de Internet iTunes. El nombre del álbum fue confirmado en la madrugada del 10 de septiembre de 2011. El primer sencillo es titulado «Bienvenido» y debutó en la posición número uno del Top Digital Download y certificó disco de platino por más de 30 000 copias vendidas. Como segundo sencillo se publicó «Jamás abandoné» y se posicionó como número 15 en el Top Digital Download y posteriormente fue certificado como disco de oro en Italia por más de 15 000 copias vendidas. El tercer sencillo fue «Bastaba» y se publicó el 20 de enero de 2012. Inédito cuenta con canciones en varios idiomas. Las dos versiones del álbum tanto en español como en italiano, una canción en portugués la cual es «No primeiro olhar» y una en francés que es titulada «Dans le premier regard».
La versión en español del álbum, fue titulada Inédito, fue publicada el 11 de noviembre de 2011 como una descarga digital en España, y el 15 de noviembre de 2011 se publicó el disco compacto, tanto en España como en países de América Latina. En diciembre de 2011, Pausini se embarcó en una gira mundial titulada Inédito World Tour, esta gira le permitió a Pausini volver a escenarios a nivel mundial que no visitaba desde hacía tiempo. Fue la segunda gira más exitosa de la cantante, detrás de su gira anterior con alrededor de 75 fechas y más de 520 000 espectadores. Se tenía previsto llevar la gira a Italia, Estados Unidos, Australia, Centro y Sur América, Brasil y México pero debido al embarazo de Pausini, se tuvo que cancelar esta nueva etapa del tour. De la gira se publicó el 27 de noviembre de 2012 Inédito Special Edition Cd+Dvd anticipado por el sencillo «Celeste» para Italia y «Las cosas que no me espero», a dúo con el cantante venezolano Carlos Baute como sencillo para América Latina.
Inédito logra ser un éxito en Italia, país en el cual vendió más de 360 000 copias y es uno de los álbumes más vendidos entre 2011 y 2012, colocándose en el top 10, mientras que en el 2013 se posiciona en el top 100 de lo más vendidos. En Malta, México y Suiza el álbum logra ser disco de oro por más de 3 000, 30 000 y 10 000 copias vendidas respectivamente, mientras que en Brasil y Venezuela fue certificado como disco de platino vendiendo más de 40 000  y 10 000 copias respectivamente. El álbum mundialmente en sus primeros dos meses logra vender más de 1 000 000 copias.

## Antecedentes
Después de publicar su álbum Primavera anticipada en el año 2008, obtener su tercer Latin Grammy Award en la categoría "Mejor álbum vocal pop femenino", y de ser uno de los álbumes más vendidos tanto en Italia como en Chile, con más de 600 000 copias y 264 000 copias respectivamente. también siendo certificado como disco de oro en México y disco de platino en Suiza y vendiendo más de 3 000 000 de copias a nivel mundial; Se pública un álbum en vivo de su gira mundial en el 2009, titulado Laura Live Gira Mundial 09, el cual vendió más de 240 000 copias y posteriormente certificado con cuatro discos de platino, Pausini anuncia a finales de 2009 que saldría de la escena musical por dos años, con motivo de reflexionar, de buscar una paz espiritual y compartir más tiempo con su familia.
A principios de enero de 2011, se reveló en su sitio web que el undécimo álbum de estudio de Laura Pausini sería lanzado a finales de 2011
A partir del 11 de enero de 2011, el sitio web de Pausini se renovó, al agregar la información sobre su nuevo álbum de estudio Inédito. El 10 de septiembre de 2011, Pausini reveló la obra de arte y el tracklist de su nuevo álbum.
El álbum posee dúos con cantantes italianos como Gianna Nannini e Ivano Fossati, canta junto a su hermana Silvia Pausini en el tema «Nel primo sguardo».

## Sencillos
El 12 de septiembre se publicó el primer sencillo del álbum y fue titulado «Bienvenido-Benvenuto» y se publicó como primer sencillo oficial para Europa y América Latina. Dicha canción se posicionó como número uno en Italia y certifica disco de platino por sus altas ventas. En España se posiciona como número cuatro en la lista radial semanal de Promusicae. y número quince en la lista semanal de las canciones más vendidas en iTunes de dicho país. «Jamás abandoné-Non ho mai smesso» es escogido como segundo sencillo oficial, y junto al álbum se pública el 11 de noviembre de 2011. «Non ho mai smesso» logra ser disco de oro en Italia por más de 15 000 copias vendidas. «Mi tengo» es elegida como tercer sencillo para Italia. «Bastaba», se publicó como sencillo para Italia y España, en Italia logra la posición veintitrés en la lista de Nielsen Music. Y en el top radial semanal de España fue número cincuenta. «Le cose che non mi aspetto» es escogida como el quinto sencillo para Italia y su versión en español junto a Carlos Baute titulada «Las cosas que no me espero» fue sencillo para España y América Latina. la versión en italiano fue la 35 canción más vendida en el 2012 en Italia de acuerdo a Nielsen SoundScan. La versión en español llegó a la posición número uno en la radio venezolana, mientras que en España se posicionó en la posición cuarenta y uno de las canciones más vendidas, y fue la canción número treinta y nueve más radiada en el país.

## Estructura, composición y grabación
En octubre de 2011, durante una gira promocional en México, Pausini explicó que el título Inédito se refiere al proceso de creación del álbum, descrito como muy diferente al que llevó a sus grupos de estudio anteriores, ya que por primera vez que ella concibió y escribió todo el disco sin ningún tipo de presión, en la intimidad de su casa, en lugar de trabajar en aeropuertos y habitaciones de hotel. Pausini mencionó en conferencia de prensa que 14 años sin parar le dieron grandes satisfacciones a nivel profesional, pero sacrificó lo personal: “sabía todo de mi carrera y nada de mi familia”, dijo, por lo que tuvo un breve receso para reencontrarse con ellos.

«Es un disco completo a nivel musical porque cambia mucho entre una canción y la otra, además tiene influencias rockeras y baladas, estas melodías con música de orquestas de Italia e Inglaterra.»
Pausini durante una entrevista del diario El Universal

La canción «Tutto non fa te-Lo que tú me das» está dedicada a la madre de Pausini, «Nel primo sguardo» la escribió Pausini pensando en su hermana menor Silvia, con quien realiza un dúo, «Te digo adiós» es dedicada su amigo fallecido Giuseppe y, como la letra de la canción lo indica, Pausini plantó un árbol frente a su casa. La canción «Así celeste» fue escrita por Pausini pensando en una futura maternidad; después, en muchas ocasiones, los medios de comunicación constantemente dijeron que estaba embarazada, cuando en realidad no lo estaba. Como lo declaró ella misma, la letra de la canción es exactamente lo que le diría a su bebé cuando ella en realidad tuviera a su hijo.

## Canciones

### Ineditoen italiano
| Standard edition |                                                |                                 |                                           |                     |          |  |
| N.º              | Título                                         | Letras                          | Música                                    | Productores         | Duración |  |
| 1.               | «Benvenuto»                                    | Laura Pausini, Niccolò Agliardi | Pausini, Paolo Carta                      | Pausini, Carta      | 3:55     |  |
| 2.               | «Non ho mai smesso»                            | Pausini, Agliardi               | Pausini, Carta                            | Pausini, Carta      | 3:23     |  |
| 3.               | «Bastava»                                      | Pausini, Agliardi               | Agliardi, Massimiliano Pelan              | Pausini, Carta      | 3:33     |  |
| 4.               | «Le cose che non mi aspetto»                   | Pausini, Agliardi               | Agliardi, Luca Chiaravalli                | Pausini, Carta      | 3:44     |  |
| 5.               | «Troppo tempo» (feat. Ivano Fossati)           | Ivano Fossati                   | Fossati                                   | Celso Valli         | 4:04     |  |
| 6.               | «Mi tengo»                                     | Pausini, Agliardi               | Agliardi, Matteo Bassi, Simone Bertolotti | Valli               | 3:40     |  |
| 7.               | «Ognuno ha la sua matita»                      | Pausini, Cheope                 | Daniel Vuletic                            | Corrado Rustici     | 3:44     |  |
| 8.               | «Inédito» (dueto con Gianna Nannini)           | Pausini, Cheope                 | Vuletic                                   | Corrado Rustici     | 3:11     |  |
| 9.               | «Come vivi senza me»                           | Pausini, Cheope                 | Vuletic                                   | Pausini, Vuletic    | 3:22     |  |
| 10.              | «Nel primo sguardo» (dueto con Silvia Pausini) | Pausini, Niccolò Fabi           | Pausini, Carta                            | Pausini, Carta      | 4:33     |  |
| 11.              | «Nessuno sa»                                   | Pausini, Agliardi               | Carta                                     | Pausini, Carta      | 3:06     |  |
| 12.              | «Celeste»                                      | Pausini, Beppe Dati             | Dati, Goffredo Orlandi                    | Valli               | 4:02     |  |
| 13.              | «Tutto non fa te»                              | Pausini, Agliardi               | Agliardi, Bertolotti, Chiaravalli         | Pausini, Bertolotti | 4:00     |  |
| 14.              | «Ti dico ciao»                                 | Pausini, Cheope                 | Vuletic                                   | Pausini, Vuletic    | 3:15     |  |

### Inéditoen español
| Standard edition |                                                                |                                 |                                           |                       |          |  |
| N.º              | Título                                                         | Letras                          | Música                                    | Adaptación en español | Duración |  |
| 1.               | «Bienvenido»                                                   | Laura Pausini, Niccolò Agliardi | Pausini, Paolo Carta                      | Jorge Ballesteros     | 3:55     |  |
| 2.               | «Jamás abandoné»                                               | Pausini, Agliardi               | Pausini, Carta                            | J. Ballesteros        | 3:23     |  |
| 3.               | «Bastaba»                                                      | Pausini, Agliardi               | Agliardi, Massimiliano Pelan              | Ignacio Ballesteros   | 3:33     |  |
| 4.               | «Las cosas que no me espero»                                   | Pausini, Agliardi               | Agliardi, Luca Chiaravalli                | I. Ballesteros        | 3:44     |  |
| 5.               | «Hace tiempo» (feat. Ivano Fossati)                            | Ivano Fossati                   | Fossati                                   | Ana Incorvaia         | 4:04     |  |
| 6.               | «Me quedo»                                                     | Pausini, Agliardi               | Agliardi, Matteo Bassi, Simone Bertolotti | Incorvaia             | 3:40     |  |
| 7.               | «Cada uno juega su partida»                                    | Pausini, Cheope                 | Daniel Vuletic                            | I. Ballesteros        | 3:44     |  |
| 8.               | «Inédito (Lo exacto opuesto de ti)» (dueto con Gianna Nannini) | Pausini, Cheope                 | Vuletic                                   | J. Ballesteros        | 3:11     |  |
| 9.               | «Como vives tú sin mi»                                         | Pausini, Cheope                 | Vuletic                                   | I. Ballesteros        | 3:22     |  |
| 10.              | «A simple vista»                                               | Pausini, Niccolò Fabi           | Pausini, Carta                            | J. Ballesteros        | 4:33     |  |
| 11.              | «Quién lo sabrá»                                               | Pausini, Agliardi               | Carta                                     | I. Ballesteros        | 3:06     |  |
| 12.              | «Así celeste»                                                  | Pausini, Beppe Dati             | Dati, Goffredo Orlandi                    | J. Ballesteros        | 4:02     |  |
| 13.              | «Lo que tú me das»                                             | Pausini, Agliardi               | Agliardi, Bertolotti, Chiaravalli         | I. Ballesteros        | 4:00     |  |
| 14.              | «Te digo adiós»                                                | Pausini, Cheope                 | Vuletic                                   | J. Ballesteros        | 3:15     |  |

## Posicionamiento en las listas musicales
| Alemania       | Media Control Charts                         | 47 |
| Argentina      | Top 20 álbumes (Inedito)                     | 3  |
| Argentina      | Top 20 álbumes (Inédito)                     | 8  |
| Argentina      | Top 20 álbumes (Edición especial)            | 18 |
| Austria        | Alben Top 75                                 | 59 |
| Bélgica        | Ultratop 200 Flandes                         | 73 |
| Bélgica        | Ultratop 200 Valona                          | 13 |
| Brasil         | iTunes Brazil                                | 1  |
| Brasil         | Brazil Top 5                                 | 4  |
| Croacia        | Top Stranih                                  | 10 |
| Eslovenia      | Slo top 30                                   | 9  |
| España         | Álbum Top 100                                | 4  |
| Estados Unidos | Latin Pop Albums                             | 7  |
| Estados Unidos | World Album                                  | 3  |
| Estados Unidos | Top Latin Albums                             | 17 |
| Francia        | France Top 200                               | 63 |
| Italia         | Classifiche Albums Top 100                   | 1  |
| Italia         | Nielsen Music Control                        | 1  |
| México         | Amprofon Top 100                             | 12 |
| México         | Top en español                               | 2  |
| Países Bajos   | Dutch Album Top 100                          | 30 |
| Perú           | Phantom Music Store                          | 4  |
| Perú           | Phantom Music Store                          | 13 |
| Suiza          | Schweizer Hitparade Alben Top 100            | 2  |
| Suiza          | Schweizer Romandía - Hitparade Albums Top 50 | 3  |
| Venezuela      | Recordland Top 40                            | 5  |

| País    | Lista                           | Posición |      |      |      |      |      |
| 2011    | 2011                            | 2011     | 2011 | 2011 | 2011 | 2011 | 2011 |
| ------- | ------------------------------- | -------- | ---- | ---- | ---- | ---- | ---- |
| Ecuador | Musicalísimo                    | 8        |      |      |      |      |      |
| Italia  | Classifiche Albums Annuali 2011 | 5        |      |      |      |      |      |
| Suiza   | Schweizer Jahreshitparade       | 47       |      |      |      |      |      |
| 2012    |                                 |          |      |      |      |      |      |
| Italia  | Classifiche Albums Annuali 2012 | 9        |      |      |      |      |      |
| Suiza   | Schweizer Jahreshitparade       | 69       |      |      |      |      |      |
| 2013    |                                 |          |      |      |      |      |      |
| Italia  | Classifiche Albums Annuali 2013 | 85       |      |      |      |      |      |

| País   | Lista                     | Posición |
| ------ | ------------------------- | -------- |
| Italia | Place on best of all time | 71       |

## Certificaciones
| Territorio | Organismo certificador | Certificación | Ventas certificadas | Simbolización | Ref.                        |
| ---------- | ---------------------- | ------------- | ------------------- | ------------- | --------------------------- |
| Brasil     | ABPD                   | Platino       | 40 000              | ▲             | [ 84 ] [ 85 ]               |
| Italia     | FIMI                   | 6x Platino    | 360 000             | 6▲            | [ 29 ]                      |
| Malta      | IFPI - Malta           | Oro           | 3 000               | ●             | [ 86 ]                      |
| México     | AMPROFON               | Oro           | 30 000              | ●             | [ 87 ] [ 88 ] [ 89 ] [ 90 ] |
| Suiza      | IFPI - Suiza           | Oro           | 10 000              | ●             | [ 27 ]                      |
| Venezuela  | AVINPRO                | Platino       | 10 000              | ▲             | [ 91 ]                      |

## Historial de lanzamiento
| Región         | Fecha de lanzamiento    | Formato              | Edición                                  | Disquera            |
| -------------- | ----------------------- | -------------------- | ---------------------------------------- | ------------------- |
| Italia         | 11 de noviembre de 2011 | CD, Descarga digital | Deluxe versión                           | Atlantic            |
| Italia         | 11 de noviembre de 2011 | CD, descarga digital | Italiano-lenguaje versión                | Atlantic            |
| Francia        | 11 de noviembre de 2011 | CD, descarga digital | Italiano-lenguaje versión                | Atlantic            |
| España         | 11 de noviembre de 2011 | Descarga digital     | Español-lenguaje versión, Deluxe versión | Atlantic            |
| España         | 15 de noviembre de 2011 | CD                   | Español-lenguaje versión, Deluxe versión | Atlantic            |
| Estados Unidos | 15 de noviembre de 2011 | CD, descarga digital | Español-lenguaje versión                 | Warner Music Latina |
| México         | 15 de noviembre de 2011 | CD, descarga digital | Español-lenguaje versión                 | Warner Music Latina |
| Brasil         | 17 de noviembre de 2011 | CD                   | Special Brazilian versión                | Warner Music Brasil |